# Agnes Kwaje Lasuba
Agnes Kwaje Lasuba (geb. 14. August 1948 in Torit, Äquatoria, Sudan; gest. 16. September 2023 in Nairobi) war eine südsudanesische Politikerin.

## Leben

### Jugend und Ausbildung
Lasuba wurde in Torit, Äquatoria, geboren. Sie besuchte von 1953 bis 1964 die Schule. Dann ging sie mit ihrer Familie ins Exil und musste dadurch ihre Schullaufbahn unterbrechen. 1965 kam sie an die Nabingu Secondary School und später an das Uganda College of Commerce and Administration, wo sie 1969 einen Abschluss in Secretariat and Management erwarb.
Sie heiratete im Mai 1970 in Uganda Joseph Oduho, einen südsudanesischen Politiker. Das Paar kehrte 1972 nach dem Addis-Ababa-Abkommen in den Sudan zurück.
Lasuba begann 1974 als Sekretärin für den Präsidenten des High Executive Council zu arbeiten. 1976 wurde sie dritte Sekretärin der Regional Assembly und die Generalsekretärin der Women’s Union in der Southern Region, Juba.

## Studium
1979 ging sie nach England, um in Devon Public Administration und Management zu studieren, und erwarb dort 1980 ihren Abschluss. Sie machte auch Abschlüsse in Soziologie am Institute of Social Science in Den Haag, Niederlande (1985); sodann einen Bachelor of Arts in Social Studies (1990) und einen Master of Science in Gender and Policy Development (1991) an der University of East Anglia.

## Karriere
Von 1998 bis 2003 war Lasuba aktiv in der Arbeit der Sudanesischen Volksbefreiungsbewegung (Sudan People’s Liberation Movement, SPLM) in der Diaspora. Sie kehrte 2003 in den Neuen Sudan zurück und nahm Teil an den Friedensgesprächen, welche letztlich 2005 zu dem Naivasha-Abkommen (Comprehensive Peace Agreement) führten. Lasuba diente dann als Mitglied des Parlaments. 2009 war sie Minister for Gender, Social Welfare and Religious Affairs. Als der Präsident des Südsudan, General Salva Kiir Mayardit das Kabinett im Juni 2010 umstrukturierte, wurde sie Minister of Gender, Child and Social Welfare in the Cabinet of South Sudan. Als Ministerin setzte Lasuba einen Schwerpunkt auf Geschlechtergerechtigkeit und Ausbildungsförderung für junge Mädchen. Sie kämpfte auch für ein Heiratsalter von 18 Jahren und gegen Zwangsheiraten. 2013 wurde sie von Awut Deng Acuil im Ministeramt abgelöst.